# Stanford Moore
Stanford Moore (Chicago, 4 september 1913 – New York, 23 augustus 1982) was een Amerikaanse biochemicus. In 1972 won hij de Nobelprijs voor de Scheikunde voor zijn werk aan ribonuclease en voor zijn bijdrage aan het begrip van het verband tussen de chemische structuur en de katalytische activiteit van het ribonucleasemolecuul. Hij ontving deze prijs samen met Christian Anfinsen en William Stein.

## Biografie
Moore werd geboren in Chicago als zoon van John Howard Moore (1880-1966) en Ruth Fowler Moore. Hij groeide op in Nashville waar zijn vader hoogleraar rechten was aan de Vanderbilt University. Hij studeerde aan de Peabody Demonstration School, dat nu bekendstaat als de Universiteit van Nashville en hij slaagde in 1935 summa cum laude aan de Vanderbilt-universiteit. In 1938 behaalde hij zijn doctoraal in de organische chemie aan de Universiteit van Wisconsin-Madison.
Na zijn promotie kwam hij terecht op het Rockefeller Instituut voor Medisch Onderzoek (RIMR, nu Rockefeller-universiteit) waar hij bewees een briljant student te zijn en hij uiteindelijk de vrijheid kreeg om eigen wetenschappelijke vraagstukken na te streven. Hij gebruikte en creëerde een nieuwe toepassing van chromatografie om aminozuren en peptiden die gevonden worden in eiwitten en biologische vloeistoffen te analyseren. Zijn werk in chromatografie was beïnvloed door de methodes van papierchromatografie ontwikkeld door A.J.P. Martin en R.L.M. Synge. Echter, beperkingen van deze vroege methodes verhinderden de studie van eiwitchemie. Nieuwe technieken in de chromatografie waren noodzakelijk om aminozuren te scheiden.
In 1948 ontwikkelde Moore een fotometrische ninhydrinemethode om te worden gebruikt in de chromatografie van aminozuren. Met zijn collega William Stein ontwikkelde hij in 1958 ook een methode van automatische aminozuuranalyse. Rond 1963 bepaalden Moore en Stein de structuur en volgorde van ribonuclease (RNase), het eerste enzym waarvan de structuur door en door bekend werd.
Moore leed aan amyotrofe laterale sclerose (ALS), een progressieve zenuw- en spierdegeneratie. De altijd vrijgezel gebleven Moore pleegde op 68-jarige leeftijd zelfmoord in zijn huis in New York.
1901: Van 't Hoff ·
1902: E. Fischer ·
1903: Arrhenius ·
1904: Ramsay ·
1905: Baeyer ·
1906: Moissan ·
1907: Buchner ·
1908: Rutherford ·
1909: Ostwald ·
1910: Wallach ·
1911: Curie ·
1912: Grignard, Sabatier ·
1913: Werner ·
1914: Richards ·
1915: Willstätter ·
1918: Haber ·
1920: Nernst ·
1921: Soddy ·
1922: Aston ·
1923: Pregl ·
1925: Zsigmondy ·
1926: Svedberg ·
1927: Wieland ·
1928: Windaus ·
1929: Harden, Euler-Chelpin ·
1930: H. Fischer · 
1931: Bosch, Bergius ·
1932: Langmuir ·
1934: Urey ·
1935: F. Joliot-Curie, I. Joliot-Curie ·
1936: Debye ·
1937: Haworth, Karrer ·
1938: Kuhn ·
1939: Butenandt, Ružička ·
1943: Hevesy · 
1944: Hahn ·
1945: Virtanen ·
1946: Sumner, Northrop, Stanley ·
1947: Robinson · 
1948: Tiselius · 
1949: Giauque ·
1950: Diels, Alder ·
1951: McMillan, Seaborg ·
1952: Martin, Synge ·
1953: Staudinger ·
1954: Pauling ·
1955: Vigneaud ·
1956: Hinshelwood, Semjonov ·
1957: Todd ·
1958: Sanger ·
1959: Heyrovský ·
1960: Libby ·
1961: Calvin ·
1962: Perutz, Kendrew ·
1963: Ziegler, Natta ·
1964: Hodgkin ·
1965: Woodward ·
1966: Mulliken ·
1967: Eigen, Norrish, Porter ·
1968: Onsager ·
1969: Barton, Hassel ·
1970: Leloir ·
1971: Herzberg ·
1972: Anfinsen, Moore, Stein · 
1973: E.O. Fischer, Wilkinson · 
1974: Flory ·
1975: Cornforth, Prelog ·
1976: Lipscomb ·
1977: Prigogine · 
1978: Mitchell ·
1979: Brown, Wittig ·
1980: Berg, Gilbert, Sanger ·
1981: Fukui, Hoffmann ·
1982: Klug ·
1983: Taube ·
1984: Merrifield ·
1985: Hauptman, Karle ·
1986: Herschbach, Lee, Polanyi ·
1987: Cram, Lehn, Pedersen ·
1988: Deisenhofer, Huber, Michel ·
1989: Altman, Cech ·
1990: Corey ·
1991: Ernst ·
1992: Marcus ·
1993: Mullis, Smith ·
1994: Olah ·
1995: Crutzen, Molina, Rowland ·
1996: Curl, Kroto, Smalley ·
1997: Boyer, Walker, Skou ·
1998: Kohn, Pople ·
1999: Zewail ·
2000: Heeger, MacDiarmid, Shirakawa ·
2001: Knowles, Noyori, Sharpless ·
2002: Fenn, Tanaka, Wüthrich ·
2003: Agre, MacKinnon ·
2004: Ciechanover, Hershko, Rose ·
2005: Grubbs, Schrock, Chauvin ·
2006: Kornberg ·
2007: Ertl ·
2008: Shimomura, Chalfie, Tsien ·
2009: Steitz, Yonath, Ramakrishnan ·
2010: Heck, Negishi, Suzuki ·
2011: Shechtman ·
2012: Kobilka, Lefkowitz ·
2013: Karplus, Levitt, Warshel ·
2014: Betzig, Hell, Moerner ·
2015: Lindahl, Modrich, Sancar ·
2016: Sauvage, Stoddart, Feringa ·
2017: Dubochet, Frank, Henderson · 
2018: Arnold, Winter, Smith ·   
2019: Goodenough, Whittingham, Yoshino ·
2020: Charpentier, Doudna ·
2021: List, MacMillan ·
2022: Bertozzi, Meldal, Sharpless ·
2023: Bawendi, Brus, Jekimov ·
2024: Baker, Hassabis, Jumper